# 홍콩 10달러 동전
홍콩 10달러 동전(중국어: 香港十元硬幣, 영어: Hong Kong ten-dollar coin, 10 HKD Coin)은 홍콩에서 주조되는 홍콩 달러 주화 가운데 하나로, 바이메탈 주화로 형성되어 있는 구조를 이루고 있는 주화이다.
주화의 바깥쪽 소재는 백동(구리-니켈 합금), 안쪽 소재는 양은(니켈-황동 합금)이다. 그래서 홍콩의 유일한 바이메탈 주화이기도 하다. 주화의 무게는 11.00g, 바깥쪽 지름은 24mm, 안쪽 지름은 15.6mm, 두께는 3mm이며 테두리에는 평면과 톱니무늬가 번갈아가며 새겨져 있다. 앞면에는 홍콩(HONG KONG, 香港)을 뜻하는 문자가 새겨져 있고 양자형이 그려져 있다. 뒷면에는 홍콩 10달러를 뜻하는 아라비아 숫자 "10"과 영어·한자 액면 표시, 제조년도가 쓰여져 있다.
이 주화는 원래 홍콩에서 가장 큰 액면 단위를 가진 주화이지만, 현재는 유통이 정지된 홍콩 1센트 주화 및 5센트 주화와 더불어 거의 볼 수 없는 주화이다. 현재 홍콩에서 널리 사용되는 주화 중에서 가장 큰 액면 단위를 가진 주화는 1992년에 처음 발행한 홍콩 5달러 동전(한국 돈으로 약 850원 내외)이다.
이 주화는 원래 영국령 홍콩 정부가 1993년에 홍콩상하이은행(HSBC), 스탠다드차타드 은행에서 발행하던 홍콩 10달러 지폐를 대체하기 위함을 목적으로 처음 발행되었으나, 홍콩이 영국에서 중국에 반환된 1997년 7월 1일 이후에 신규 동전의 주조가 중단되면서, 제대로 주조하지 못하고 있는 상태가 성립됨에 따라 2002년부터 홍콩 금융관리국에서 발행한 홍콩 10달러 지폐가 홍콩 10달러 동전을 대신하여 다시 유통하고 있는 것으로 전해지고 있다.

## 같이 보기
- 홍콩 10달러 지폐
- 홍콩의 주화

## 참고 문헌
- Ma Tak Wo 2004, Illustrated Catalogue of Hong Kong Currency, Ma Tak Wo Numismatic Co., LTD Kowloon Hong Kong. ISBN 962-85939-3-5